# Joachim Yaw
Joachim Yaw Acheampong (* 2. November 1973 in Accra) ist ein ehemaliger ghanaischer Fußballspieler und -trainer. 

## Karriere
Joachim Yaw spielte zunächst in der Jugend und später in der Herrenmannschaft vom AshantiGold SC. Bei den Olympischen Sommerspielen 1992 stand er im Aufgebot der ghanaischen Mannschaft und konnte mit ihr die Bronzemedaille gewinnen. 1994 zog es ihn nach Europa, wo er für den IFK Norrköping, Real Sociedad San Sebastián, Hércules Alicante und Samsunspor spielte. 1998 erfolgte dann die Rückkehr in sein Heimatland, dort spielte er für den Power FC und King Faisal Babes. Nach einer weiteren Station in der Türkei bei Yozgatspor beendete er schließlich seine Karriere.